# David Pilbeam
David Pilbeam (Brighton, Inglaterra, 21 de noviembre de 1940) es un profesor de la cátedra «Henry Ford II» de Ciencias Sociales en la Universidad de Harvard y conservador de paleoantropología del Museo Peabody de Arqueología y Etnología.
Consiguió su PhD en la Universidad Yale. Actualmente es miembro de la Academia Nacional de Ciencias de Estados Unidos. En 1979 fue codescubridor, en la planicie Pothohar (en Pakistán), de un cráneo casi completo de Sivapithecus indicus, un gran simio extinto del Mioceno superior. En verano de 2007 David Pilbeam fue nombrado decano interino del Harvard College, pasando a ser responsable de los asuntos relacionados con la vida académica y social de los estudiantes. 

## Reconocimientos
- Doctor honoris causa, Universidad de Poitiers, 2002
- Asociado extranjero, Academia nacional de Ciencias, 1992–1997
- Miembro de la Academia Natural de las Ciencias, 1997–
- Colega de la Academia Americana de las Artes y las Ciencias

## Publicaciones
Pilbeam ha escrito unos 13 trabajos desde el año 2000.
- Pilbeam, D. (2004). "The anthropoid postcranial axial skeleton: comments on development, variation, and evolution."  Journal of Experimental Zoology, 302B(3), 241-267.
- Pilbeam, D. (2000). "Hominoid systematics: the soft evidence."  Proceedings of the National Academy of Sciences, 97(20), 10684-10686.